# (12409) Bukovanská
(12409) Bukovanská, désignation internationale (12409) Bukovanska, est un astéroïde de la ceinture principale.

## Description
(12409) Bukovanska est un astéroïde de la ceinture principale. Il fut découvert le 28 septembre 1995 à l'Observatoire Kleť par l'Observatoire Kleť. Il présente une orbite caractérisée par un demi-grand axe de 2,42 UA, une excentricité de 0,18 et une inclinaison de 0,6° par rapport à l'écliptique.

## Compléments